# Поэтический фестиваль Савахлунто

Добро пожаловать на Поэтический фестиваль Савахлунто в Бату-Рунчинг! (2018 г.)

Поэтический фестиваль Савахлунто – фестиваль, ежегодно организуемый правительством Западной Суматры с 2017 г. в Савахлунто.
Фестиваль проводится в  районе скалы Бату Рунчинг Силунгканг (Batu Runcing Silungkang), которому планируется придать статус национального геопарка.
В фестивале принимают участие как поэты Индонезии, так и поэты других стран. В программе фестиваля подведение конкурса на лучшее стихотворение среди школьных учителей, презентация книги стихов, посвященных Савахлунто, декламация участниками фестиваля своих поэтических произведений, представления народных хоровых и танцевальных коллективов Индонезии. 
Авторитет фестиваля растёт. Если на первом фестивале 26-27 октября 2017 г. было 36 участников, то  второй, проходивший 7-9 ноября 2018 г., собрал уже 65 поэтов, в том числе из Джакарты, Пеканбару, Бали, Риау, Индрамаю, Джамби, Депока, Чилачапа, Богора, Понтианака, Букиттингги, Бекасих, Моджокерто, Кудуса, Паданга (Шарифуддин Арифин, Мухаммад Ибрагим Ильяс, Эдди Прамдуане), Аче и других городов и провинций Индонезии. 
Среди зарубежных участников были представители Малайзии (Яссин Саллех, Бренда Доретни Зурупин, Камал Бухари), Сингапура (Камин Аббас) и России Виктор Погадаев.